# Димитриу, Сергей Васильевич
Сергей Васильевич Димитриу (рум. Serghei Dimitriu (1892—1937) — партийный и государственный деятель МАССР.
Родился в 1892 году. С 1928 года по апрель 1932 года находился в должности председателя Совета Народных Комиссаров МАССР. Его преемником, как и предшественником был Григорий Старый. Расстрелян в 1937 году.